# Macaparana
Macaparana este un oraș în Pernambuco (PE), Brazilia.